# Gideon Raff
Gideon "Gidi" Raff (en hebreo: גדעון "גידי" רף‎; 10 de septiembre de 1972) es un director y guionista israelí, reconocido por haber creado y dirigido la serie de televisión Prisioneros de guerra y la película de 2019 The Red Sea Diving Resort.

## Filmografía

### Como director
- The Killing Floor (2007)
- Train (2008)
- Prisioneros de guerra – (2009-2012)
- The Red Sea Diving Resort (2019)